# سیارک ۱۰۷۳۹
سیارک ۱۰۷۳۹ (به انگلیسی: 10739 Lowman، نامگذاری:1988JB1) ده هزار و هفتصد و سی و نهمین سیارک کشف شده‌است که در ۱۲ مه ۱۹۸۸ کشف شد.
قدر مطلق سیارک برابر ۱۷.۰ است.